# Голгота
Голгота (гръцки: Γολγόθα, Κρανίου Τοπος; иврит: גולגלתא‎, „лобно място“ от арамейското gûlgaltâ, букв. „череп“; латински: Calvaria) – според новозаветната традиция – мястото на разпятието на Исус Христос. Намира се извън стените на Йерусалим, при хълмовете на северозапад от града. Самата дума „Голгота“ е наименованието на хълм, кръгъл като череп.
Християнското богословие прави връзка между лобното място на Исус Христос (Голгота) и черепа на Адам, (който според вярването е погребан на същото място) —- Стичайки се по хълма (респективно черепа на Адам), Заслужава да се спомене и еврейската традиция в номенклатурата на Голгота, в която се споменава, че черепът на Адам е погребан на това място. По-специално се съобщава, че Ной предал черепа на Адам на сина си Сим и той на Мелхиседек. Последният го погребал на това място и поради тази причина хълмът бил наречен Място на черепа .
Терминът „хълм“ произлиза от неправилния запис на поклонническо пътуване през 3 г. сл. Хр. век, Бордоското пътешествие (служещо за поклонническо ръководство за поклонници от онези времена), тъй като Голгота е бил до хълмистия район на Гариб. През V в. Сл. Хр век Тиранос Руфинос ни дава термина „Скала на Голгота“. Христовата кръв трябва да измие телесно Адам и в негово лице символично – цялото човечество от греха. В християнската традиция, Голгота (хълмът) също така се разглежда като свещен център на света – „пъп“ на земята.
Този мотив може да бъде наблюдаван в иконостасите на православните храмове – в сцената на разпятието (централната част на иконостаса горе), – където в подножието на кръста обикновено е изобразен череп.